# Rhamphomyia longipes
Rhamphomyia longipes är en tvåvingeart som först beskrevs av Johann Wilhelm Meigen 1804.  Rhamphomyia longipes ingår i släktet Rhamphomyia och familjen dansflugor. Arten har ej påträffats i Sverige. Inga underarter finns listade i Catalogue of Life.